# Tes états d'âme... Éric
Singles de Luna Parker
Le Challenge des espoirs
Pistes de Félin pour l'autre
Le musée des araignées
Tes états d'âme… Éric est la chanson la plus connue du groupe Luna Parker, classée no 10 des ventes en février 1987. La chanson est un calembour jouant sur l'homophonie avec « États d'Amérique ».

## Liste des titres

### 45 tours
Toutes les chansons sont écrites et composées par Éric Tabuchi.
| No | Titre                  | Durée |
| -- | ---------------------- | ----- |
| 1. | Tes états d'âme… Éric  | 3:38  |
| 2. | Le musée des araignées | 3:32  |

### Maxi 45 tours
| No | Titre                           | Durée |
| -- | ------------------------------- | ----- |
| 1. | Tes états d'âme... Éric (remix) | 4:28  |
| 2. | Le musée des araignées          | 3:32  |
| 3. | Tes états d'âme... Éric         | 3:38  |

## Extrait des paroles
… Le pacifique est pour moi
Comme tes états d'âme Éric
De vague à l'âme en lame de fond
Tu surfes entre ces récifs
Mais le courant te ramène vers le macadam, Éric
De vague à l'âme en terrain vague
Tu divagues
… Tes états d'âme sont des lassos
Qui tournoient et s'entrelacent autour de moi
Moi qui suis lasse des rodéos du Texas
O.K. Corral c'est le K.O., K.O. moral
… Vague à l'âme ou bien lame de fond
Chaque fois je fond quand tout s'enflamme (...)

## Crédits
- Programmation synthétiseurs : Éric Tabuchi
- Synthétiseurs : Dominique Dubois
- Photographie : Antoine Giacomoni

## Reprises
- 2008 : Leslie en duo avec Teki Latex
- 2017 : Diego Pallavas
- 2017 : Mathieu Rosaz dans le spectacle et l'album Ex-Fan des 80's[1].

## Utilisations dans les médias
- 2024 : Mon inséparable (cinéma)

## Compléments